# ون جانسون
ون جانسون (انگلیسی: Van Johnson؛ ۲۵ اوت ۱۹۱۶ – ۱۲ دسامبر ۲۰۰۸) خواننده و هنرپیشه اهل ایالات متحده آمریکا بود. وی بین سال‌های ۱۹۳۵ تا ۱۹۹۲ میلادی فعالیت می‌کرد.

## گزیدهٔ فیلم‌شناسی
- قتل در گورستان اتروسک (۱۹۸۲)
- رز ارغوانی قاهره (۱۹۸۵)
- مال من مال تو مال ما (فیلم ۱۹۶۸) (۱۹۶۸)
- عملیات ببر (۱۹۵۷)
- ۲۳ قدم تا خیابان بیکر (۱۹۵۶)
- شورش کین (۱۹۵۴)
- بزرگترین نمایش روی زمین (۱۹۵۲)
- میدان جنگ (۱۹۴۹)
- تا زمانی که ابرها کنار بروند (۱۹۴۶)
- مادام کوری (۱۹۴۳)
- کمدی انسانی (۱۹۴۳)
- مردی به نام جو (۱۹۴۳)